# Textilanyagok színezése

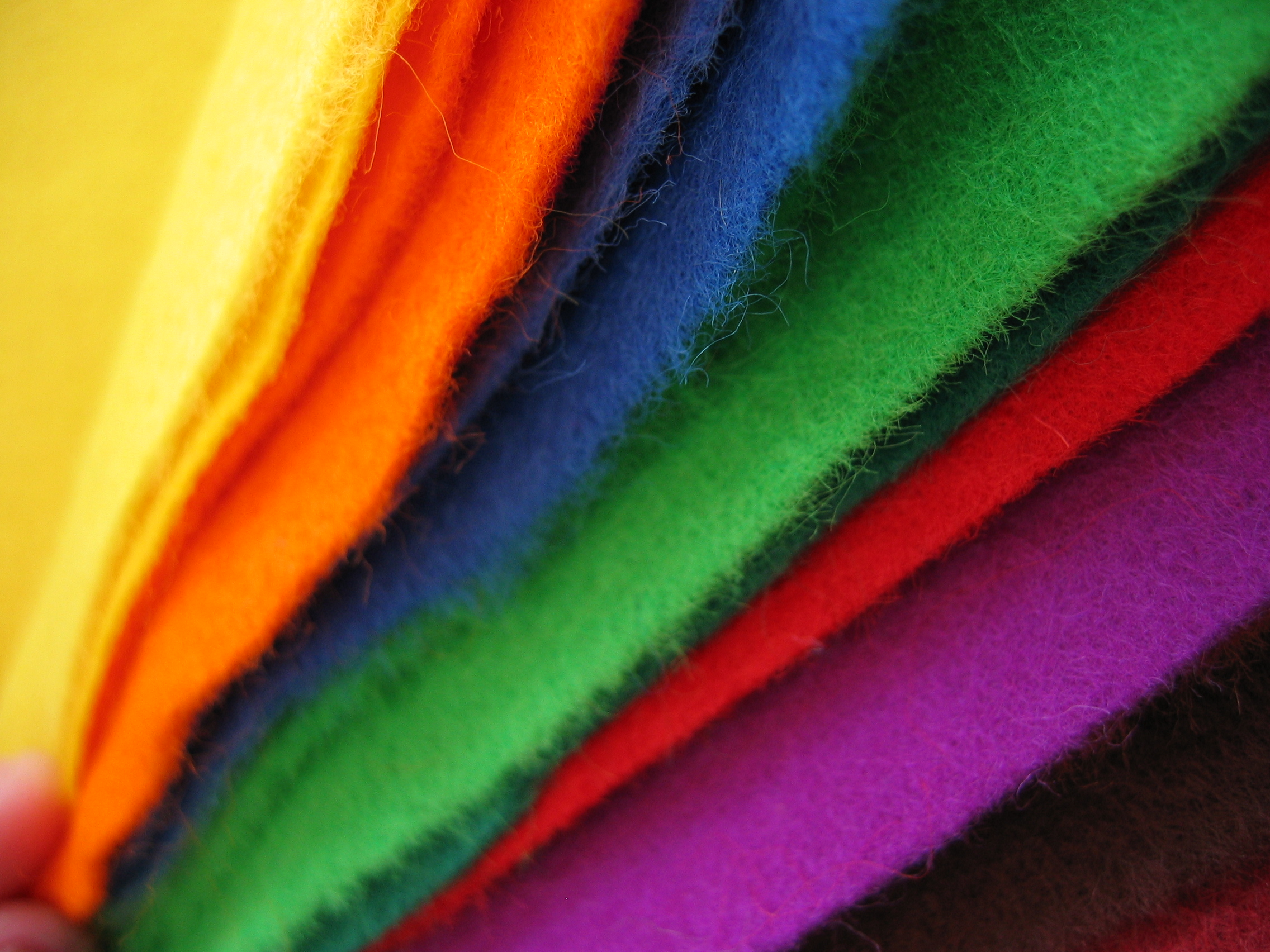
Színezett kelmék

A textilanyagok színezése vegyi folyamat, amelynek célja az eredetileg nyers színű textilanyag egyfajta díszítése. A textilipar szaknyelvében a színezés olyan kémiai folyamatot jelent, amelyben a színezőanyag (színezék) beépül a szálak belsejébe, és teljes keresztmetszetükben átszínezi azokat. Festésnek nevezik ezzel szemben azt az eljárást, amikor csak az anyag felületére visznek fel és rögzítenek ott színes anyagot (festéket), ezek az ún. pigmentek.

## Történet

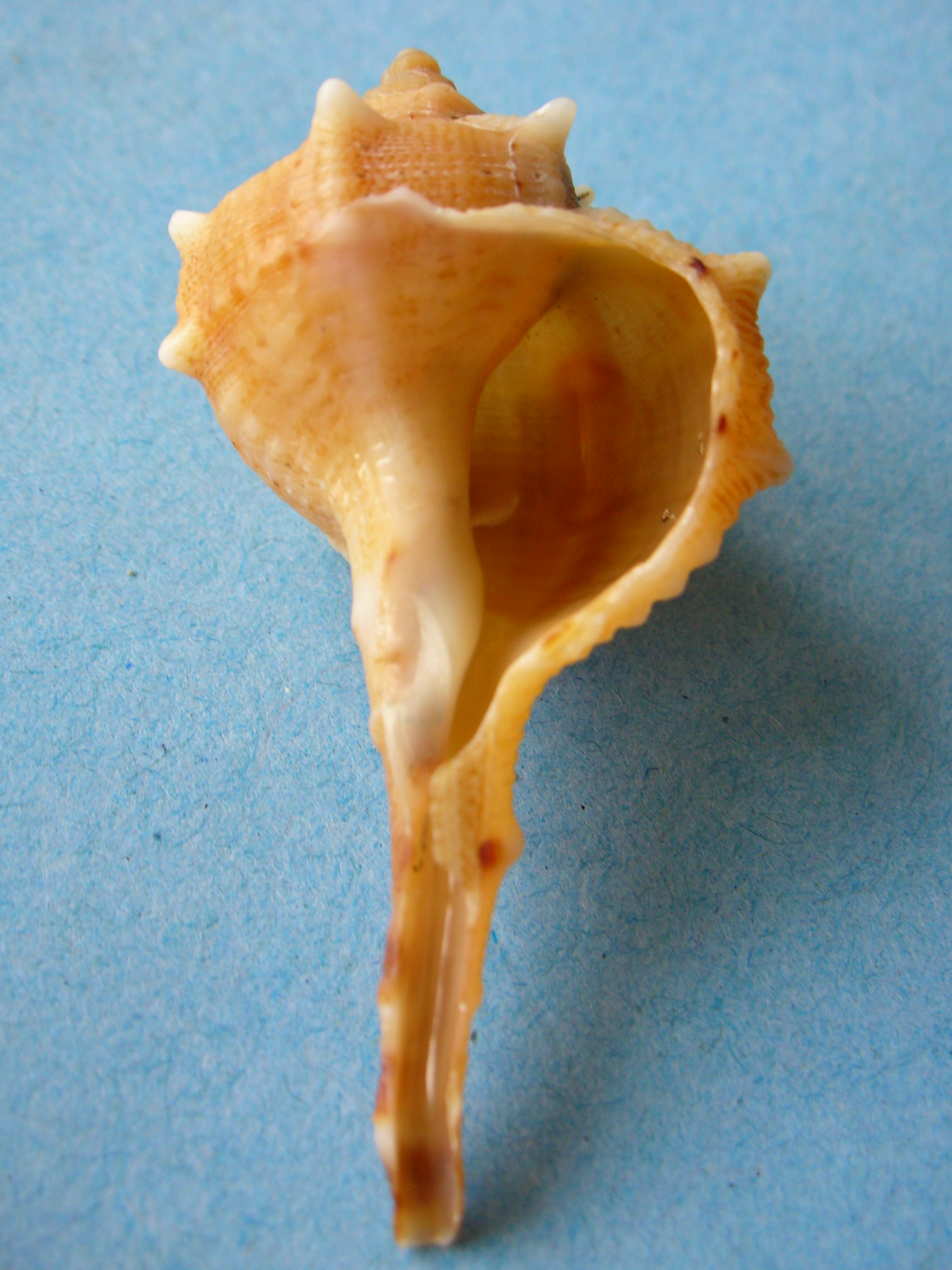
Tüskés bíborcsiga

Festő indigó virágzatai

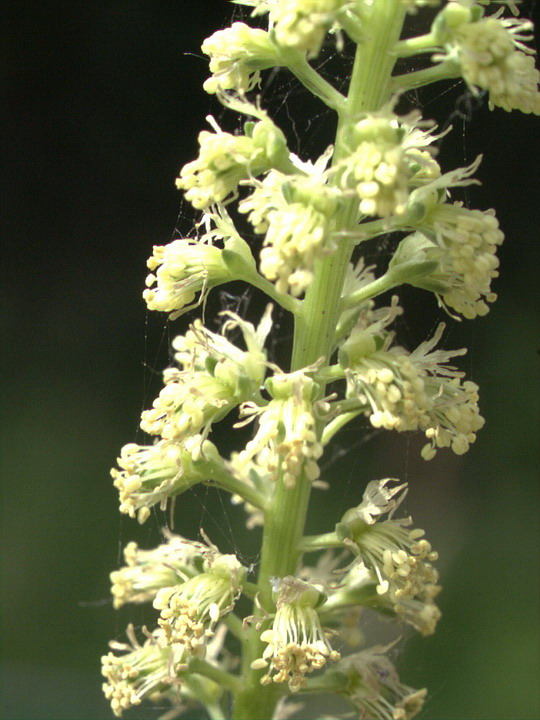
Festő rezeda virágzata

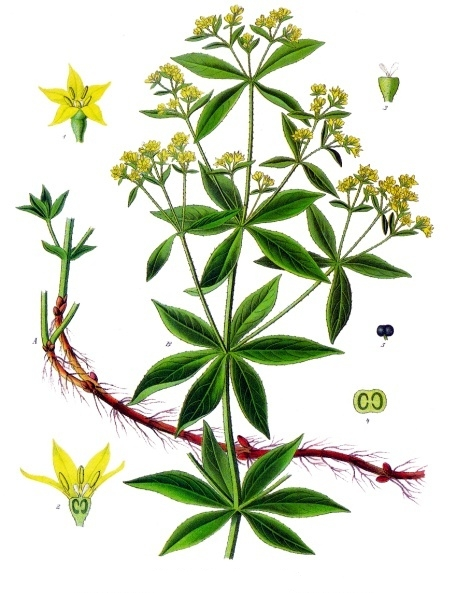
Festő buzér

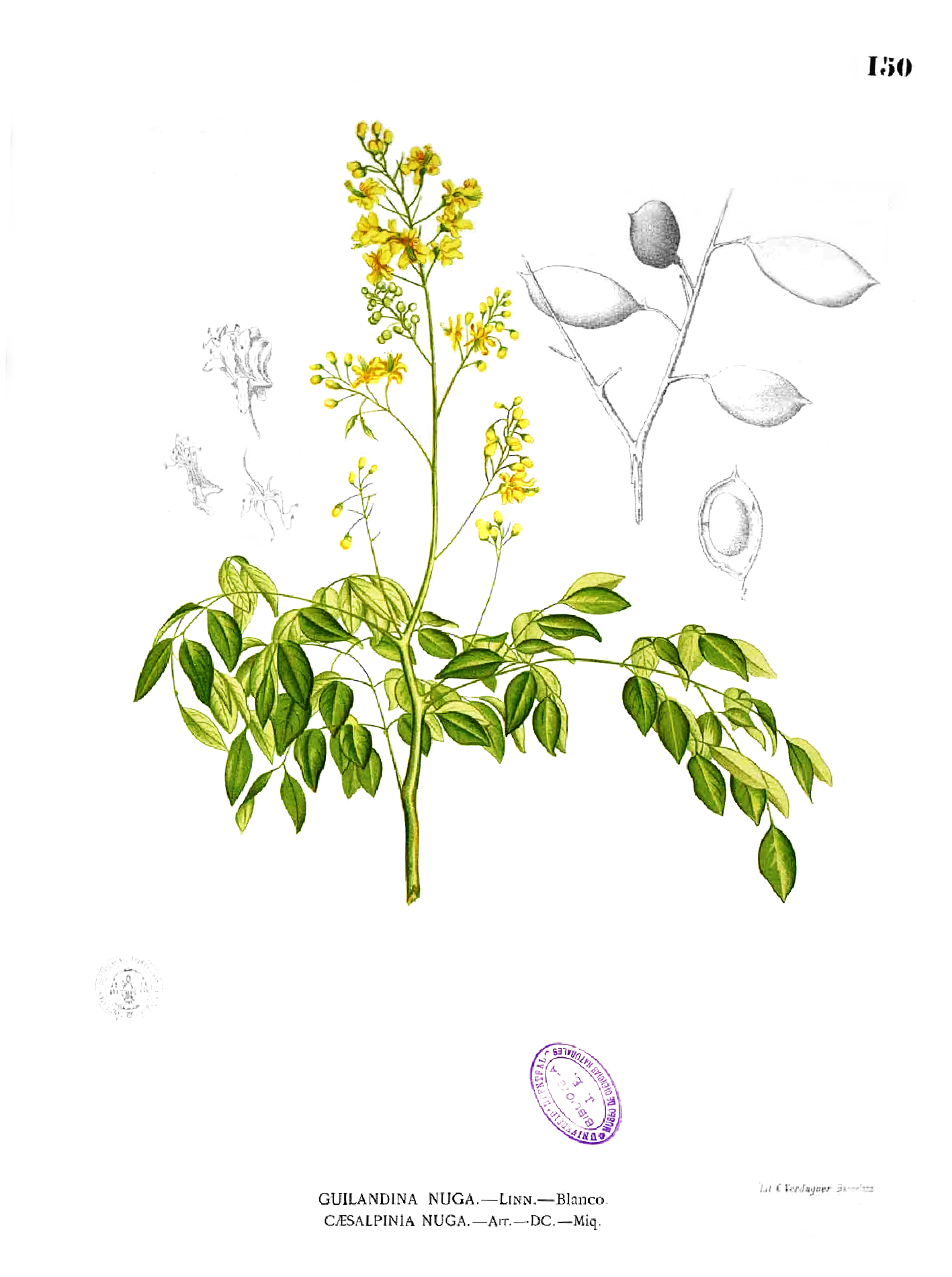
Berzsenyfa

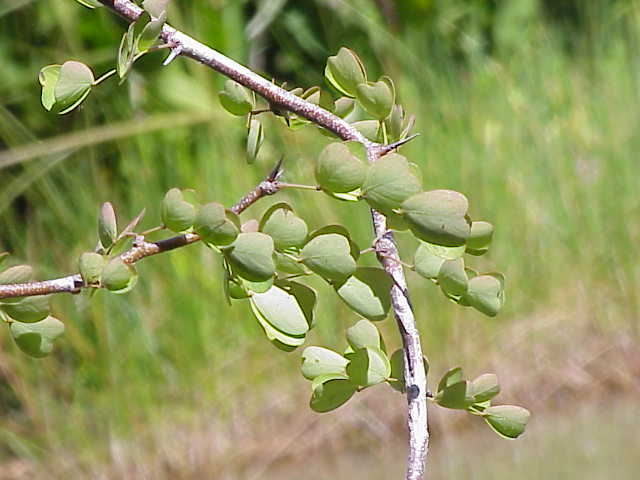
Kékfa

Az ősi időkben az emberek a festékanyagokat növényekből, rovarokból, tengeri élőlényekből nyerték. A leggyakoribb szín akkoriban a sárga volt, amit többféle növényből is ki tudtak vonni. A kéket az Indiában és Délkelet-Ázsiában honos festő indigó (Indigofera tinctoria) szolgáltatta. A bíbort a Földközi-tengerben élő tüskés bíborcsigából (Bolinus brandaris) nyerték. Indiában és Pakisztánban az i. e. 3000 körüli időszakból fennmaradt színes, pamutból készült textilmaradványokat találtak. Mózes második könyve, az Exodus említi a karmazsintetűvel (Kermes ilicis) színezett skarlátvörös kelmét. Pirosra színezett kelmét találtak az i. e. 1300-as években élt Tutanhamon sírjában, amiről megállapították, hogy festő buzérból (Rubia tinctorum) állították elő. Indiában az i. e. 3. században írt  szanszkrit nyelvű feljegyzéseket találtak a sáfrányos szeklicéről (Carthamus tinctoris), az indigóról, a festőbuzérról. Egy Théba melletti papirusztekercsen (ma Papyrus Graecus Holmiensis néven szerepel a Stockholmi Királyi Könyvtárban) korabeli színezőeljárások receptjeit találták meg, pl. a már akkor is drága bíborszín kifejlesztésére. Nagy Sándor i. e. 540-ben bíborszínű öltözéket talált, amikor elfoglalta Szúzát, Perzsia fővárosát. Az i. sz. 4. században a festő buzérból, festő csüllengből (Isatis tinctoria), festő rezedából (Reseda luteola), berzsenyfából (Caesalpinia crista), indigóból, bíborcsigából nyert színezőanyagokat használtak. A 15. században nagyon divatos volt a bíbortetűből nyert színezékkel színezett ruhadarab. A 17. században a fekete színt a kékfából (Haematoxylum campechianum), a sárgát a sárgafából (Chloroflora tinctoria) nyerték.
Európában a reneszánsz korában virágzott fel a kelmeszínezés a Kelettel való kereskedelem és a hódítások hatására. Az importált színezékek központja a 15. században Velence volt. 1429-ből fennmaradt egy velencei kelmefestő részletes receptkönyve. A mai Németország területén termesztett festőcsüllenggel a 12–14. században szigorú előírások mellett kereskedtek. A 16. században a spanyolok a Dél-Amerikában készült, bíbortetűből nyert színezékkel kereskedtek Európában, kiszorítva ezzel a karmazsintetűből készült, jóval drágább terméket.

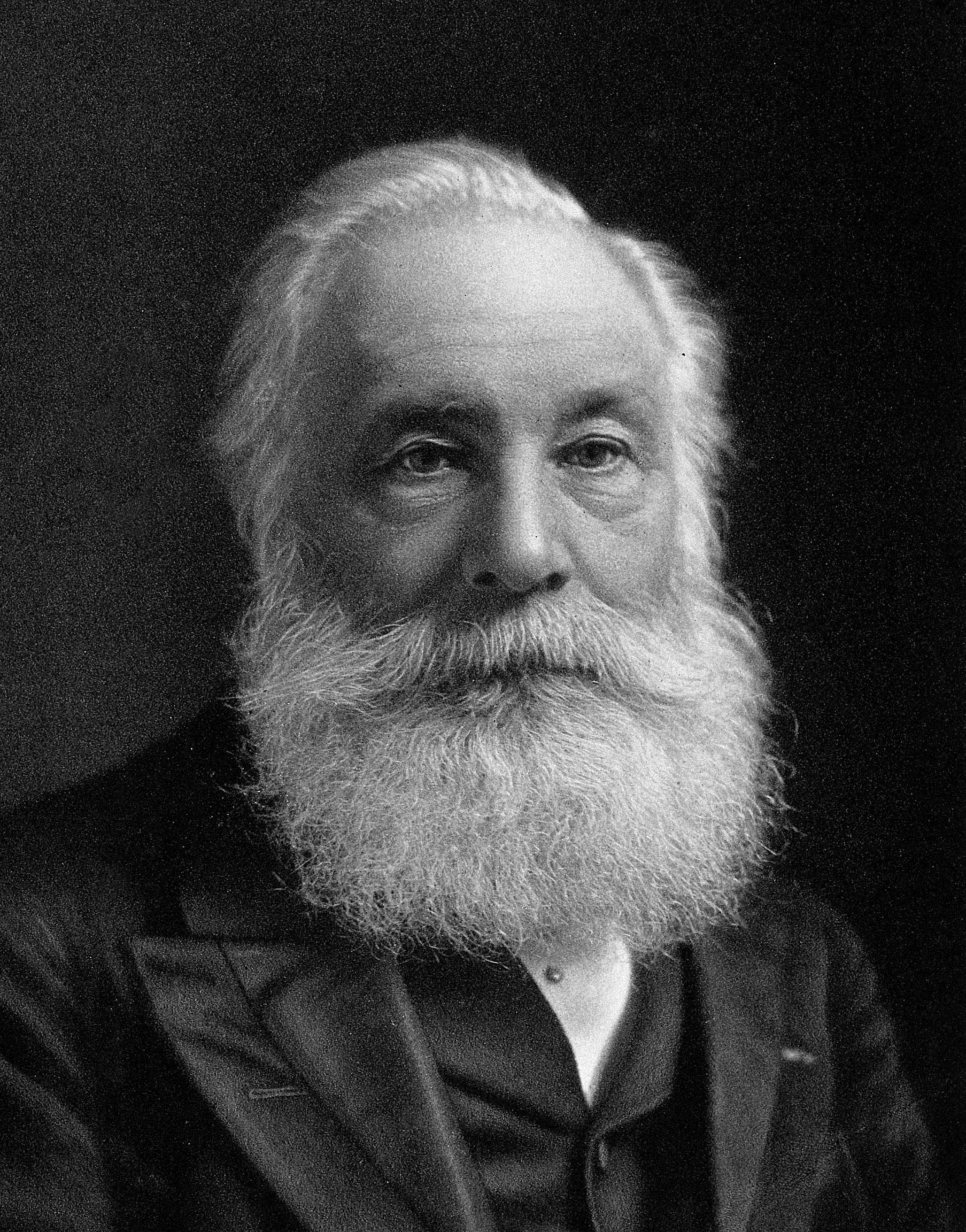
William Henry Perkin

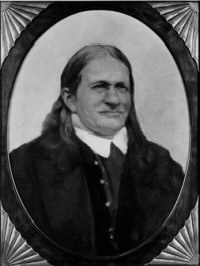
Friedlieb Ferdinand Runge

Az 1800-as években már kereskedelmi forgalomban volt a porosz kék, amit vas(II)-szulfátból és hamuzsírból állítottak elő – ez volt az első vegyi úton előállított színezék. Friedlieb Ferdinand Runge 1834-ben kőszénkátrányból oxidáció révén először állított elő fekete anilint.
A mesterségesen előállított színezékek feltalálása a 19. század első felében csak a véletlenen múlott, mert akkor még nem ismerték a szerves kémia elméletét, hogy célzottan állíthassanak elő ilyen vegyi anyagokat.
Az igazi nagy felfedezés azonban id. William Henry Perkin nevéhez fűződik, aki 1856-ban, amikor a kinin mesterséges előállításával kísérletezett, véletlenül előállította a mályvaszínű anilint, ami hamarosan igen népszerűvé vált és széles körben elterjedt. (Ő maga nevezte el ezt a színt mályvaszínnek – mauvein –, és később gyárat is alapított a gyártására.) Ezzel indult el valójában a színezékek szintetikus úton történő előállításának máig tartó folyamata. Az azóta eltelt több mint másfél évszázad alatt sok ezer különböző fajta színezéket állítottak elő mesterséges úton. A textilipar is mintegy 1500 szintetikus szerves színezéket használ.

## Színezékvegyületek
A színezékek olyan vegyületek, amelyek oldott vagy diszpergált (eloszlatott) állapotban behatolnak a kezelendő anyagba, ott megkötődnek és az anyagot teljes egészében megszínezik.
A szerves anyagok színe és azok molekulaszerkezete között szoros összefüggés van. Bizonyos szerkezeti elemek, atomcsoportok jelenléte a molekulában jellemző fényelnyelést eredményez. A Napból érkező elektromágneses sugárzásnak a 390–780 nm hullámhosszúságba tartozó része az emberi szem számára látható, és a hullámhossz függvényében eltérő színekben jelenik meg. Az, hogy egy vegyületet milyen színűnek látunk, attól függ, hogy a vegyület melyik hullámhossztartományba eső sugarakat nyeli el (abszorbeálja). A nem abszorbeált rész, az ún. komplementer színek válnak láthatóvá. (Például ha a vegyület a 430–480 nm hullámhosszú sugarakat elnyeli, amelyek a kék színt adják, akkor a vegyület sárga színűnek látszik.)
| Elnyelt hullámhossz (nm) | Elnyelt szín | A vegyület színe |
| ------------------------ | ------------ | ---------------- |
| 390–430                  | ibolya       | sárgászöld       |
| 430–480                  | kék          | sárga            |
| 480–490                  | zöldeskék    | narancs          |
| 490–500                  | kékeszöld    | piros            |
| 500–560                  | zöld         | bíbor            |
| 560–580                  | sárgászöld   | lila             |
| 580–595                  | sárga        | kék              |
| 595–605                  | narancs      | zöldeskék        |
| 605–750                  | piros        | kékeszöld        |

A látható fény és a színek elhelyezkedése az elektromágneses hullámok között

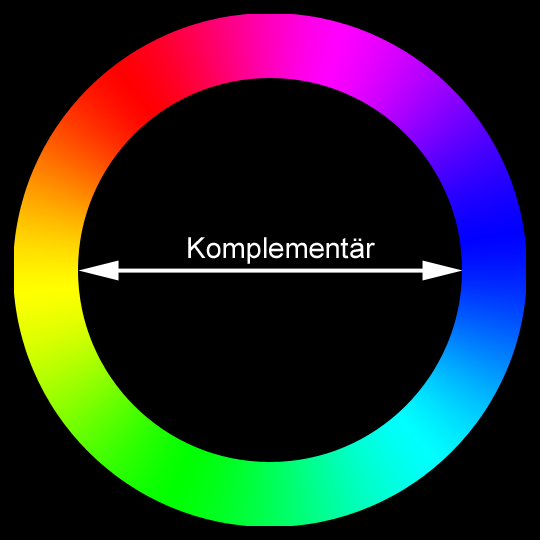
Komplementer színek

A jelenségnek az a magyarázata, hogy az elnyelt fényt (hullámhossztartományt) és annak intenzitását a molekulában lévő bizonyos kötések elektronpárjainak energiaátmenetei szabják meg. A szerves molekulákban előforduló telítetlen kettős kötések alkalmasak arra, hogy a látható színképtartományba eső fényhullámokat abszorbeáljanak.
Otto Witt német vegyész 1876-ban összefüggést talált a molekulák bizonyos atomcsoportjai és színe között. Felfedezte, hogy a színezékek mindig tartalmaznak kromofor (színt hozó) és auxokrom (színt növelő) atomcsoportot. A kromofor atomcsoportok a látható színképtartományban abszorbeálnak fényhullámokat. Az auxokrom atomcsoportok önmaguk nem teszik színessé a molekulát, de eltolják annak fényelnyelő képességét a látható fény tartományába.
A textilszínezékek olyan vegyületek, amelyek
- a színskála valamely színének elnyelésére képesek, így azokat a szemlélő színesnek látja,
- a textilszálak valamelyik típusára felvihetők és ott
- tartósan megköthetők (bírják a további megmunkálások és a használat igénybevételeit, vagyis a velük készített színezések színtartók),
- ipari körülmények között gazdaságosan és biztonságosan alkalmazhatók,
- sem az alapanyagra, sem a felhasználóra nézve nem veszélyesek (nem mérgező, maró vagy roncsoló hatásúak).

## A legfontosabb színezékcsoportok
A szálasanyagok színezhetőségét elsősorban a szálasanyag makromolekuláiban jelenlévő aktív csoportok típusai, hozzáférhetősége, alakja, mérete, a rendezett és rendezetlen térrészek aránya, határfelületek minősége  befolyásolják. Például a gyapjú, selyem, poliamid szálaknál jellemzően a karboxil- és amincsoportok (–COOH, –NH2 vesznek részt a színezési reakciókban, pamut-, viszkóz-, cellulózszálaknál a hidroxilcsoportok (–OH). A megfelelő színezék kiválasztása is az adott szálasanyag aktív csoportjainak jelenlététől függ.
A nagyon sokféle textilszínezék kémiai tulajdonságaik és alkalmazásuk módja szerint több csoportba sorolható: A színezékek kémiai szerkezet szerinti csoportosítását a nemzetközileg elfogadott Colour Index tartalmazza.
Aszerint, hogy melyik típusú színezékanyagot viszik fel a textilanyagra, a következő csoportosítás szokásos:
- Direkt (szubsztantív) színezékek: Vízben oldódó vegyületek, amelyek só (NaCl) jelenlétében közvetlenül felhúznak a cellulóz alapú szálasanyagokra (kapcsolódnak a cellulózhoz). Nagyon sokféle szín előállítására alkalmasak, de hátrányuk egyrészt a környezet szempontjából hátrányos nagy sófelhasználás, valamint az, hogy nedves színtartósági tulajdonságaik nem elég jók (ez megfelelő utánkezeléssel javítható).
- Savas színezékek: Állati eredetű (fehérje alapú) szálasanyagokból (gyapjú, selyem stb.), valamint poliamidszálakból készült textíliák színezésére alkalmasak: savas közegben vegyi kapcsolat keletkezik a színezékmolekulák és a szál reakcióképes csoportjai között.
- Csávaszínezékek: Cellulóz alapú szálasanyagok kiváló színtartóságú színezésére alkalmasak. A színezék eredetileg nem oldódik vízben, redukálószerekkel teszik vízoldhatóvá („csávázzák” – innen ered az elnevezés). A színezést követően a szálszerkezetben elhelyezkedő színezékmolekulákat levegőztetéssel vagy oxidálószerek segítségével oxidálják, így a színezés vízoldhatatlanná alakul vissza és rendkívül jó nedves színtartósági eredményeket mutat. Redukálószerként leggyakrabban nátrium-hidroxidot vagy nátrium-ditionitot (Na2S2O4) használnak. – A legrégibb csávaszínezék a természetes eredetű indigó, amit a kékfestéshez (is) használtak. Ma már szintetikus úton állítják elő, ezek az indantrén színezékek. Olyan pamutáruk színezésére használják előszeretettel, amelyeknél igen fontos a kiváló nedves színtartóság (gyakran mosott ruhadarabok, szabadban használt textilanyagok, pl. napernyők, kertibútor-huzatok stb.)
- Szálon fejlesztett (naftol) színezékek: Ugyancsak cellulóz alapú szálasanyagokból készült textíliák színezésére szolgálnak. Két különböző (A és B) szerkezetű, önmagában véve színtelen vegyület reakciójaként jönnek létre, magában a szálban. Az A alkotórésszel (ez egy naftolszármazék), amely vonzódik a szálhoz, megszínezik a textíliát, majd egy következő fürdőben hozzákapcsolják a B alkotórészt is. Ekkor nyeri el a textilanyag végleges színét. Az eredmény kiváló színtartóságú termék. Az esetleg gyengébb dörzsállóságot szappanos utánkezeléssel javítják, mert ezzel a szál felületén megmaradt meg nem kötött színezékrészecskék eltávolíthatók.
- Reaktív színezékek: A reaktív színezékek erős elektrokémiai kapcsolattal, kovalens kötéssel kötődnek a szálhoz. Főleg cellulóz alapú szálasanyagok színezésére használják, de vannak fehérje alapú szálakra és poliamidra is alkalmazható típusaik is. A hatékony kapcsolódásnak köszönhetően igen jó színtartóságú, élénk színeket eredményeznek.
- Fémkomplex színezékek: Elnevezésük onnan ered, hogy egy vagy két színezékmolekulához egy fématom (általában króm, ritkábban alumínium vagy réz) tartozik. Ennek megfelelően beszélünk 1:1 ill. 1:2 fémkomplex színezékekről. Savas közegben használatosak, a fehérje alapú és a poliamidszálak színezésére, a fématommal létrejött kötés következtében igen jó színtartósággal alkalmazhatók.
- Diszperziós színezékek: A színezékmolekulák a színezőfürdőben nem oldódnak, szemcséik diszpergált állapotban vannak jelen, de behatolva a szálak közé ott kötődnek. Poliamid-, poliészter- és acetátszálakból készült textíliák színezésére használják.
- Bázikus (kationos) színezékek: Ragyogó színei miatt népszerű színezék típus, amelynek azonban rendkívül rossz a színtartósága, különösen a fényállósága, ezért felhasználhatósága cellulóz vagy fehérje alapú szálakon csak nagyon korlátozott. (Korábban főleg színpadi díszletek színezésére használták.) Felfedezték azonban, hogy a poli(akril-nitril)-szálak színezésére kiválóan és jó színtartósággal megfelel, így ezt a szálasanyagot ezzel a színezékkel színezik.
- Pigmentek: Szerves vagy szervetlen eredetű, vízben vagy szerves oldószerben egyaránt oldhatatlan színes anyagok, amelyeket a szálasanyagokra kötőanyaggal rögzítenek. A pigmenteket elsősorban nyomott minták készítésére használják.

| Színezékcsoport                                                          | Pamut | Acetát | Triacetát | Gyapjú | Poliamid | Poliészter | Poli(akril-nitril) |
| ------------------------------------------------------------------------ | ----- | ------ | --------- | ------ | -------- | ---------- | ------------------ |
| Direkt                                                                   | +     |        |           |        | +        |            |                    |
| Savas                                                                    |       |        |           | +      | +        |            |                    |
| Csáva                                                                    | +     |        | (+)       |        |          |            |                    |
| Szálon fejlesztett                                                       | +     |        |           |        |          |            |                    |
| Reaktív                                                                  | +     |        |           | +      | +        |            |                    |
| 1:1 fémkomplex                                                           |       |        |           | +      | +        |            |                    |
| 1:2 fémkomplex                                                           |       |        |           | +      | +        |            |                    |
| Diszperziós                                                              |       | +      | +         |        |          | +          |                    |
| Bázikus                                                                  |       |        |           |        |          |            | +                  |
| + = ajánlott színezékcsoport, (+) = esetleg alkalmazható színezékcsoport |       |        |           |        |          |            |                    |

A színezékeket kémiai szerkezetük alapján, illetve  felhasználásuk szerint is csoportosíthatjuk. 
A kémiai szerkezet szerinti csoportosítás azon alapul, hogy melyek az elsőrendű reakcióba lépő csoportok a színezéken belül. Ennek megfelelően  színezékek egy része (savas, bázikus, fémkomplex és diszperziós színezékek, illetve bizonyos pigmentek) ún. azocsoportot (–N=N–) tartalmaznak, ezeket azoszínezékeknek nevezik. E színezékek között az egészségre ártalmas típusok is előfordulnak, amelyek használatát, valamint az olyan termékek forgalmazását, amelyeket ilyen színezékkel színeztek, az Európai Unió tiltja.
A csoportosítás alapja lehet  az is, hogy az adott színezék  melyik alapszínezékre vezethető vissza (például indigó).

## A színezési eljárás
A textilanyagok színezése elvégezhető
- szálasanyag,
- kártolt ill. fésült szalag,
- fonal,
- kelme vagy
- konfekcionált termék formájában.

A színezési folyamatban a színezéket lágyított vízben feloldják vagy diszpergálják, valamint a színezéshez szükséges egyéb vegyi anyagokat (pl. pamut reaktív színezésénél sót és alkáliát – nátrium-hidroxidot vagy szódát vagy nátrium-hidrokarbonátot –, vagy csávaszínezésénél hidroszulfitot és nátrium-hidroxidot stb.) adnak hozzá, és ebbe az ún. színezőfürdőbe helyezik a színezendő textilanyagot. A színezőfürdő folyamatos áramoltatásával vagy a színezendő anyag folyamatos mozgatásával, valamint a hőmérséklet meghatározott határig történő folyamatos emelésével elérik, hogy a fürdőben levő színezékrészecskék a textíliával érintkezve „felhúznak” a szálasanyagra, és azon fizikai vagy kémiai erők révén rögződnek. Eközben a színezőfürdő elszíneződik, a textilanyag pedig színessé válik. A megszabott technológiai idő elteltével – ami általában több óra – az elhasznált színezőfürdőt leengedik, a textilanyagot öblítik, elvégzik a szükséges utánkezelő műveleteket, majd a színezett textíliát víztelenítik és megszárítják.
A színezés folyamatában nagy jelentősége van a hőmérsékletemelés ill. -csökkentés időbeli lefolyásának, valamint a különböző kiegészítő kezeléseknek (mintavétel a szín megfelelőségének menet közbeni ellenőrzésére, sóadagolás pl. pamut színezésénél, utánkezelések pl. a színtartóság javítására, öblítések stb.) és azok hőmérsékletének és időbeli lefolyásának. Fontos technológiai paraméter a fürdőarány is, ami azt mutatja, hogy 1 kg textilanyagra vonatkoztatva hány liter színezőfürdőt kell a berendezésbe betölteni. A szükséges fürdőarány jelentősen befolyásolja a színezés gazdaságosságát (vízfelhasználás és a vízmennyiségre vonatkoztatott vegyszerek mennyisége, ill. a fürdő felfűtéséhez szükséges hőenergia), valamint a környezetvédelmet (az elhasznált, vegyi anyagokkal telített szennyvizet ártalmatlanítani kell).
A színezés technológiai követelményei előírják, hogy a kezelést milyen hőfokon kell végezni. Ebből a szempontból megkülönböztetünk
- atmoszférikus nyomáson (néhány fokkal 100 °C alatt) és
- nagy nyomáson (120–130 °C körüli hőmérsékleten)

végzett színezést. Az utóbbit az angol High Temperature vagy a német Hochtemperatur kifejezések után HT színezésnek nevezik, és elsősorban a poliészterből készült textíliák színezésénél alkalmazzák. (A poliészter atmoszferikus nyomáson is színezhető, de ebben az esetben ún. vivőanyagot, carriert kell használni a színezékfelvitel elősegítésére.)
A textilanyagok színezésére többféle technológiát alkalmaznak:
- Kihúzatásos eljárás: Ez a technológia a textilanyagok minden formájában alkalmazható. A vízben feloldott vagy diszpergált színezéket a feloldott egyéb segédanyagokkal együtt a textilanyaggal megtöltött színező berendezésbe vezetik és meghatározott hőmérsékleten és ideig hagyják hatni. Eközben – a berendezéstől függően – vagy a fürdőt cirkuláltatják, vagy a textilanyagot mozgatják. A kezelés során a színezék behatol a szálakba, ott megkötődik, eközben a színezőfürdő fokozatosan elszíntelenedik (a színezékmolekulákat „kihúzzák” belőle – innen ered az elnevezés). A kívánt szín elérésekor a színezőfürdőt fokozatosan lehűtik, leengedik, és a berendezést többször is öblítővízzel töltik fel. Az utolsó öblítővíz leengedésével befejeződik a művelet, a textíliát kirakják a berendezésből, majd centrifugálás után megszárítják. Ez tehát szakaszos eljárás, amit szálasanyagok és fonalak esetében autoklávban,[Jegyzet 1] kelmék esetében leggyakrabban motollás kötegszínezőgépen („motollás kádon”)[Jegyzet 2] vagy fúvókás (jet) színezőgépben[Jegyzet 3] végeznek.

- Telítéses eljárás: Ezt a szöveteknél alkalmazható eljárást fuláron[Jegyzet 4] végzik, ennek teknőjét töltik fel a színezőfürdővel. A telítést és kipréselést követően a színezett textilanyagot pl. a tekercs forgatása mellett teremhőmérsékleten pihentetik (Pad Batch eljárás), vagy fűtött terű kamrában forgatva pihentetik (Pad Roll), vagy külön, jiggeren[Jegyzet 5] végzik a színezékrögzítést (Pad Jig). Az ilyen eljárásokat félfolyamatosnak nevezik, mert a telítés és kipréselés után megszakad a folyamatosság. Amennyiben a telítés és kipréselés után rögtön folyamatosan végzik a színezékrögzítést (pl. Pad Steam, termoszol eljárás stb.), akkor folyamatos az eljárás.

A színezék rögzítése telített (100 °C fölé hevített) gőzzel (Pad Steam eljárás) vagy 220 °C körüli hőmérsékleten, száraz környezetben történik, amit mosás követ a fölösleges színezék eltávolítására. Ez tehát folyamatos eljárás.
- Darabáru színezés: Harisnyákat, zoknikat vagy készre konfekcionált termékeket (pl. T-ingeket) forgódobos színezőgépben színeznek, lényegében a kihúzatásos eljárással. A gép elvi felépítése hasonlít a forgódobos ipari vagy háztartási mosógépekéhez, és nagyon gyakori, hogy ebben végzik el egy berakással a mosást, színezést, öblítést, sőt a centrifugálást is. Az összetett funkciónak megfelelően a géphez különféle vegyszerek ill. színezékek tárolására és adagolására szolgáló tartályok kapcsolódnak.

## A színezés környezetre gyakorolt hatásai
A színezés nagyon víz- és energiaigényes művelet, ezért jelentős hatásokat gyakorol a környezetre. A színezőfürdő különféle vegyi anyagokat tartalmaz, amelyeknek egy része a művelet befejezése után bennmarad a berendezésből leengedett vízben. Mielőtt ezt a vizet a csatornahálózatba engednék, tisztítani kell. Hasonlóképpen, a berendezésekből távozó levegő is tartalmazhat a környezetre és/vagy az egészségre káros anyagokat, amelyeket a levegő kibocsátása előtt ki kell szűrni. Minderre Európában és más iparilag fejlett országokban már szigorú előírások vannak, és megoldására jelentős beruházásokat eszközölnek.
A nagy textilgyárak igen nagy súlyt helyeznek az energiatakarékosságra is, aminek érdekében törekednek a színezésnél a lehető legkisebb fürdőarány (idegen eredetű szóval: flottaarány) megvalósítására, a tisztított víz visszanyerésére, és széles körben alkalmazzák a hővisszanyerés különböző megoldásait.

## Színtartóság
A textilanyagok színezésének minőségét – a színhűség és a színezés egyenletessége, foltmentessége mellett – a színtartóság jellemzi, azaz az, hogy a színezés mennyire áll ellen a különböző környezeti hatásoknak (napfény, víz hatása stb.) és a használati igénybevételeknek (dörzsölés, izzadság, rendszeres mosás, vegytisztítás, vasalás stb.). A színtartóság az alapanyagnak megfelelő színezék helyes kiválasztásán és az alapanyag, a színezék és a színező berendezés által meghatározott technológiai folyamatok pontos betartásán múlik. A színtartóság az egyik legfontosabb tulajdonság, aminek alapján a felhasználó megítéli a termék használhatóságát. A színtartóságot nemzetközi szabványokban előírt módszerekkel vizsgálják és különböző paramétereit 1-től 5-ig terjedő osztályozással minősítik (1-es a legrosszabb, 5-ös a legjobb), kivéve a fényállóságot, ahol 8 fokozatú skálát használnak (8-as a legjobb).,